# Präsidentschaftswahl in Südwestafrika 1990
Die Präsidentschaftswahl in Südwestafrika 1990 fand am 16. Februar 1990, vor der staatliche Unabhängigkeit Namibias, durch die Mitglieder der Verfassunggebenden Versammlung Namibias in Südwestafrika statt. Als Ergebnis wurde Sam Nujoma ohne Gegenkandidat zum ersten Präsidenten Namibias gewählt. Er trat sein Amt mit Unabhängigkeit am 21. März 1990 an.
Ursprünglich war die Wahl für den 20. März geplant. Aufgrund protokollarischer Probleme rund um die Einladung von anderen Staatsoberhäuptern musste die Wahl kurzfristig vorgezogen werden. Eine Einladung derselben war nur durch eine Person in ebenbürtiger Position, also einen President-elect, möglich.

## Quelle
- Debates 1 February 1990–16 March 1990. Constituent Assembly, 16. Februar 1990, Ausgabe 2, S. 125 ff. (PDF; englisch)